# Juncalito
Juncalito é um distrito municipal do município de Jánico, na província de Santiago, na República Dominicana. Sua população estimada em 2012 era de 1 474 habitantes.